# Berriz (kommun)
Berriz är en kommun i Spanien. Den ligger i Biscayaprovinsen i den autonoma regionen Baskien i norra delen av landet, 300 km norr om huvudstaden Madrid. Antalet invånare är 4 600 (2024). Arean är 29,77 kvadratkilometer. Berriz gränsar till Abadiño, Garai, Iurreta, Zaldibar, Muxika, Munitibar-Arbatzegi Gerrikaitz, Ziortza-Bolibar, Mallabia och Elorrio. 